# Колейность

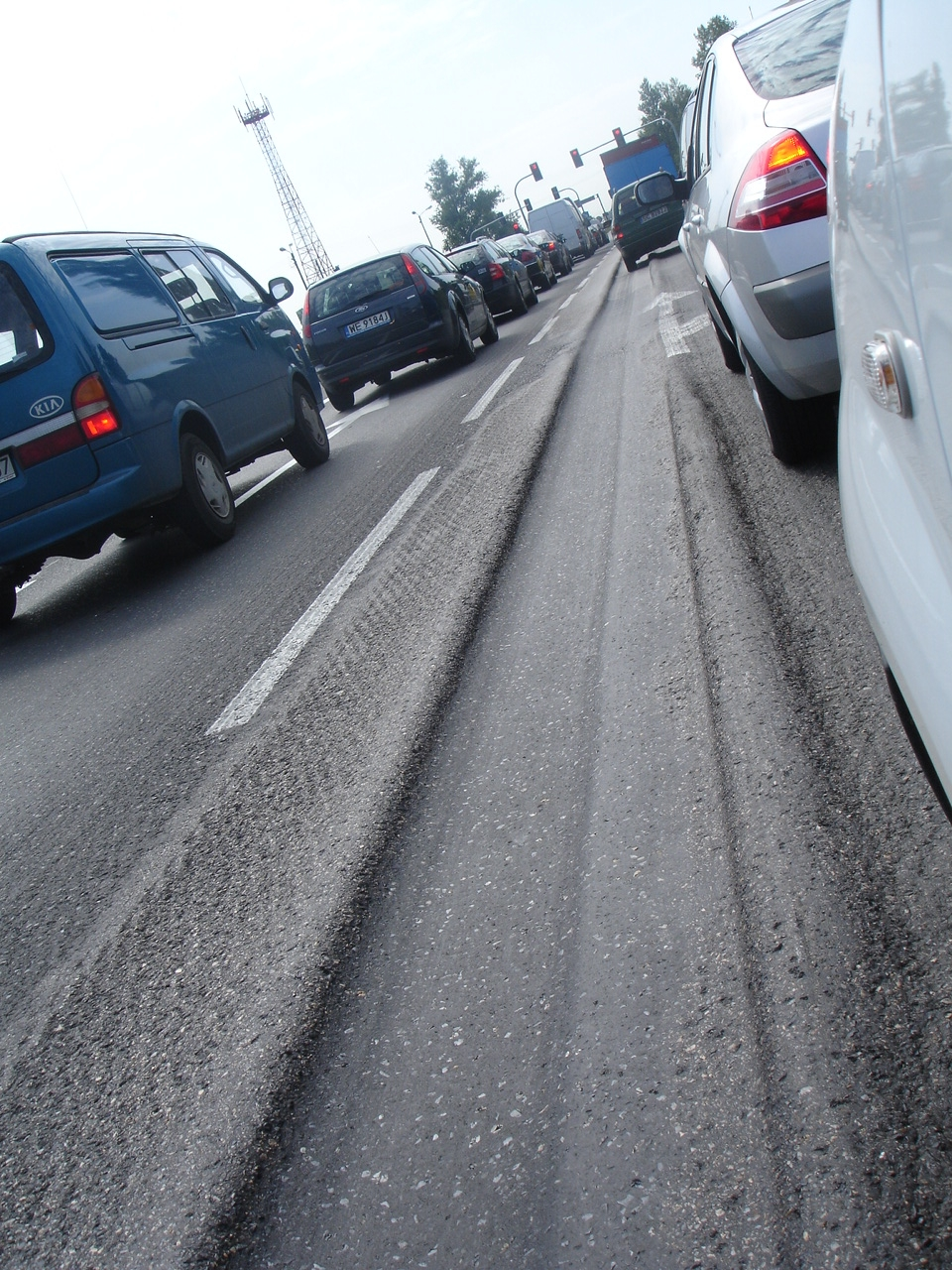
14-сантиметровая колея на главной дороге между Ченстоховой и Катовице

Колейность — деформация всей конструкции дорожной одежды, в виде нерезкого изменения поперечного профиля, расположенного в местах полос наката (т. е. колеи). Может образоваться на любом типе дорожного покрытия. Сильно осложняет движение по трассам особенно легковых автомобилей с низким дорожным просветом. Для колейности характерна довольно значительная (иногда до нескольких десятков километров) протяжённость.
Причинами образования колейности на дорогах являются:
- некачественный состав асфальта, который летом нагревается под Солнцем, становится слишком мягким и проминается колёсами тяжёлых грузовиков;
- недостаточная толщина асфальта и дорожной подушки под ним;
- шипованные зимние шины[2][3][4][5][6] — их использование в России разрешено в течение 9-ти месяцев в году.

Устранение колейности — через устройство нового дорожного покрытия.